# Sasha Lane
Sasha Bianca Lane (Houston, 29 de septiembre de 1995) es una actriz estadounidense de cine y televisión. Hizo su debut en el cine en la película American Honey (2016), dirigida por Andrea Arnold. En 2019 integró el reparto de la película Hellboy de Neil Marshall.

## Filmografía

### Cine
| Año  | Título                           | Papel          | Director(a)             | Notas |
| ---- | -------------------------------- | -------------- | ----------------------- | ----- |
| 2016 | American Honey                   | Star           | Andrea Arnold           |       |
| 2017 | Born in the Maelstrom            | Rebecca        | Meryam Joobeur          | Corto |
| 2018 | The Miseducation of Cameron Post | Jane Fonda     | Desiree Akhavan         |       |
| 2018 | Hearts Beat Loud                 | Rose           | Brett Haley             |       |
| 2018 | After Everything                 | Lindsay        | Hannah Marks Joey Power |       |
| 2019 | Daniel Isn't Real                | Cassie         | Adam Egypt Mortimer     |       |
| 2019 | Hellboy                          | Alice Monaghan | Neil Marshall           |       |
| 2023 | How to Blow Up a Pipeline        | Theo           | Daniel Goldhaber        |       |
| 2024 | Twisters                         | Lily           | Lee Isaac Chung         |       |

### Televisión
| Año  | Título                     | Papel        | Notas                            |
| ---- | -------------------------- | ------------ | -------------------------------- |
| 2019 | Utopia                     | Jessica Hyde |                                  |
| 2020 | Amazing Stories            | Alia Jordan  | Serie antológica, episodio 4     |
| 2021 | Loki                       | Hunter C-20  | Serie de televisión, 3 episodios |
| 2022 | Conversations with Friends | Bobbi        | Serie de televisión              |
| 2023 | The Crowded Room           | Ariana       | Serie de televisión              |